# Walter Simmons
Walter Simmons est un personnage de fiction, héros de la série télévisée Les Experts : Miami. Omar Benson Miller joue ce rôle, il est connu pour avoir interprété le rôle de l'agent spécial du FBI Felix Lee dans la série Eleventh Hour.

## Biographie
Walter est natif de Louisiane. Il est spécialisé dans la contrefaçon et les vols. Lors de la saison 8, il est transféré de l'équipe de nuit à l'équipe de jour dirigée par Horatio Caine. Au début simple assistant, il participe de plus en plus aux enquêtes de terrain.